# Distretto di Sebha
Il distretto di Sebha o Sabha (in arabo شعبية سبها) è uno dei 22 distretti della Libia. Si trova al centro della Libia, nella regione storica del Fezzan. Prende il nome dal suo capoluogo Sebha.